# Oficir s ružom (1987.)
Oficir s ružom, hrvatski je dugometražni film iz 1987. godine.
Film je dobitnik dviju nagrada: Žarko Laušević je na Pulskom festivalu 1987. godine dobio nagradu za najboljeg glavnog glumca, a scenarist Dejan Šorak Zlatnu arenu za najbolji scenarij.

## Radnja
Radnja filma odvija se 1945. godine u Zagrebu neposredno nakon Drugoga svjetskog rata. Mlada udovica Matilda Ivančić optužena je za suradnju s nacistima i osuđena je na težak rad. Partizanski časnik Peter Horvath, saznaje da je njezin muž, inženjer Neven Ivančić, radio za partizane i da ga je Gestapo ubio. Peter i Matilda se obostrano zaljubljuju, a tada se pojavljuje skojevka Ljiljana Matić, naivna i neškolovana djevojka sa sela, Petrova zaručnica. Petar gine zbog ljubomore i spleta okolnosti a obje djevojke ostaju same.